# Euhybus dimidiatus
Euhybus dimidiatus är en tvåvingeart som beskrevs av Walker 1852. Euhybus dimidiatus ingår i släktet Euhybus och familjen puckeldansflugor. Inga underarter finns listade i Catalogue of Life.